# Gmina Zarszyn
Die Gmina Zarszyn [ˈzarʂɨn]Ausspracheⓘ ist eine Landgemeinde im Powiat Sanocki der Woiwodschaft Karpatenvorland in Polen. Ihr Sitz ist das gleichnamige Dorf mit etwa 1000 Einwohnern.

## Geographie

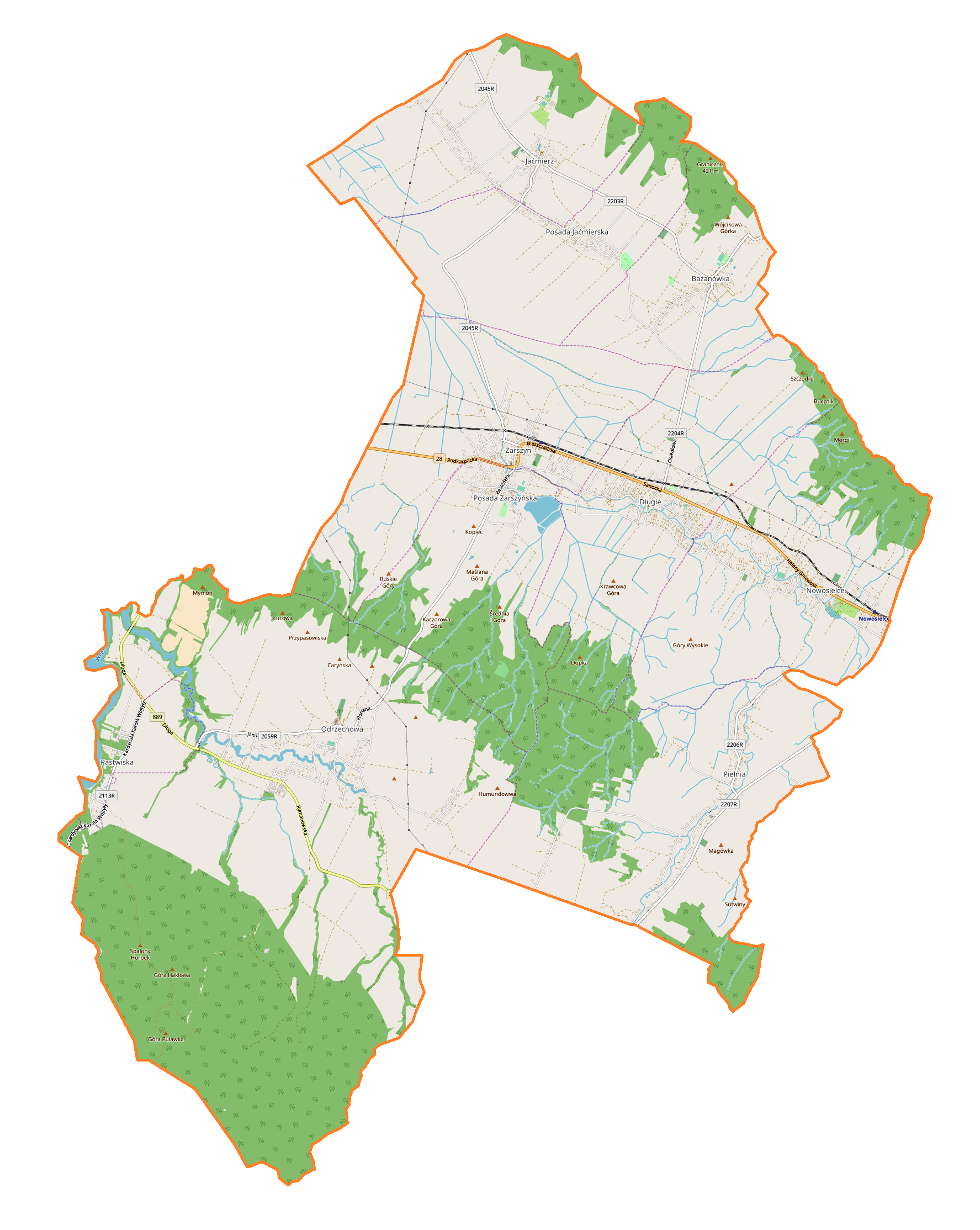
Karte der Landgemeinde Zarszyn

Die Gemeinde liegt im Sanoker Flachland. Die Nachbargemeinden sind Besko, Brzozów, Bukowsko, Haczów, Rymanów und Sanok.
Durch die Gemeinde und ihren Hauptort verläuft die Staatsstraße DK 28, die Zator über Nowy Sącz mit Przemyśl verbindet.

## Geschichte
In der Schlacht bei Gorlice-Tarnów des Ersten Weltkriegs wurde die Stadt Zarszyn 1915 zum großen Teil zerstört und verlor 1934 das Stadtrecht. Von 1975 bis 1998 gehörte die Gemeinde zur Woiwodschaft Krosno.

## Gliederung
Zur Landgemeinde (gmina wiejska) Zarszyn gehören folgende elf Dörfer mit einem Schulzenamt.
Bażanówka
Długie
Jaćmierz
Jaćmierz Przedmieście
Nowosielce
Odrzechowa
Pastwiska
Pielnia
Posada Jaćmierska
Posada Zarszyńska
Zarszyn
Weitere Orte der Gemeinde sind Granicznik, Grędówka, Koszary und Mroczkówki.